# Kiyoyuki Yanada
Kiyoyuki Yanada (梁田 清之?, Yanada Kiyoyuki; Tokyo, 10 maggio 1965 – 14 novembre 2022) è stato un doppiatore giapponese. Era membro della 81 Produce.

## Ruoli principali

### Serie animate
- After School in the Teacher's Lounge (Kazama Toshiaki)
- Bakuretsu Hunter (Gateau)
- Black Lagoon (Ginji Matsuzaki)
- Bleach (Tessai Tsukabishi, Baigon)
- Bondage Queen Kate (Brick)
- Bonobono (Higuma no Taishō)
- Bubblegum Crisis Tokyo 2040 (Leon McNichol)
- Che campioni Holly e Benji!!! (Clifford Yuma)
- Code Geass (Andreas Darlton)
- Cromartie High School (Jackson Setouchi)
- D.Gray-man (Noise Marie)
- Death Note (Takeshi Ooi)
- Devichil (Demogorgon, Yamata-no-Orochi)
- Digimon Adventure (Andromon)
- Digimon Tamers (Guardromon/Andromon)
- Digimon Frontier (Asuramon)
- Digimon Xros Wars (AncientVolcamon)
- Dragon Ball GT (General Rildo)
- Fancy Lala (Narumi)
- Genocyber (manager del night club)
- The Heroic Legend of Arslan (Zande)
- King of Braves GaoGaiGar Final (Palparepa)
- Konjiki no Gash Bell!! (Baltro)
- Ken il Guerriero: Le origini del mito (Máng Kuáng-Yún)
- Kyatto Ninden Teyandee (Rikinoshin)
- Macross 7 (Honey Suzuki)
- Magic Knight Rayearth (Geo Metro)
- Mobile Suit Gundam F91 (Zabine Chareux)
- Mutant Turtles - Chōjin densetsu-hen (Shredder)
- Oh, mia dea! (Toraichi Tamiya)
- Otaku no Video (Murata)
- SD Gundam Force (Cobramaru)
- Sfondamento dei cieli Gurren Lagann (Thymilph)
- Shin Mazinger Shougeki! Z Hen (Archduke Gorgon)
- Slam Dunk (Takenori Akagi)
- Transformers Micron Legends (Megatron)
- Ultraman chōtōshi gekiden (Cyphon the Comet Monster)
- Virtua Fighter (Kage-Maru)
- Yat Anshin Uchuu Ryokou (Kaoru Yamamoto)

### Videogiochi
- Arc the Lad (Iga)
- Arc the Lad II (Iga)
- Baten Kaitos: Le Ali Eterne e L'oceano Perduto (Gibari)
- Berserk and the Band of the Hawk (Grunbeld)
- Bleach: Rebirth of Souls (Baraggan Luisenbarn)
- Castlevania: Symphony of the Night (Richter Belmont, Shaft)
- Castlevania: The Dracula X Chronicles (Richter Belmont)
- Castlevania: Harmony of Despair (Richter Belmont)
- Castlevania: Grimoire of Souls (Richter Belmont)
- Cyberbots: Full Metal Madness (versione PS1/Saturn) (Santana Laurence)
- Forever Kingdom (Saris)
- God of War III (Hercules)
- Granblue Fantasy (Ghandagoza)
- Granblue Fantasy: Relink (Ghandagoza)
- Guilty Gear Xrd -SIGN- (Vernon E. Groubitz, Master of Ceremonies)
- Guilty Gear Xrd -REVELATOR- (Vernon E. Groubitz, Master of Ceremonies, Gauntlet Body, Convict Hammer)
- Guilty Gear -STRIVE- (Vernon E. Groubitz)
- Hyperdimension Neptunia Victory (Mr. Badd)
- JoJo's Bizarre Adventure (Jotaro Kujo)
- Magna Carta: Tears of Blood (Haren)
- Marvel vs. Capcom 3: Fate of Two Worlds (Mike Haggar)
- Mega Man ZX (Serpent)
- NeverDead (Astaroth)
- Shenmue II (Cool Z)
- Super Robot Wars Alpha (Zabine Chareux)
- Super Robot Wars Alpha 2 (Kyoshiro Yuzuki, Zabine Chareux)
- Super Robot Wars Alpha 3 (Kyoshiro Yuzuki, Palparepa)
- Super Robot Wars A Portable (Zabine Chareux)
- Super Robot Wars Z2: Destruction Chapter (Andreas Darlton, Thymilph)
- Super Robot Wars V (Zabine Chareux, Shogun Mifune)
- Super Robot Wars X (Shogun Mifune)
- Super Robot Wars T (Geo Metro)
- Super Robot Wars 30 (Geo Metro)
- Super Smash Bros. Ultimate (Richter Belmont)
- Tales of Hearts R (Grossular)
- The Elder Scrolls V: Skyrim (Delvin Mallory)
- The King of Fighters: Maximum Impact (Duke)
- KOF: Maximum Impact 2 (Duke)
- The Wonderful 101 (Chewgi, Jergingha)
- Ultimate Marvel vs. Capcom 3 (Mike Haggar)
- Virtua Fighter 3 (Taka-Arashi)
- Virtua Fighter 5: Final Showdown (Taka-Arashi)
- Zone of the Enders (Rock Thunderheart)

### Ruoli doppiati
- Bionicle: Mask of Light (Onua)
- Rombi di tuono e cieli di fuoco per i Biocombat (Abysses)